# Будинок над водоспадом
Резиденція Кауфмана (англ. Fallingwater; Kaufmann Residence; також «Будинок над водоспадом») — будинок, який спроєктував архітектор Френк Ллойд Райт у 1935 році на південному заході Пенсільванії, за 69 км на південний схід від Піттсбурга. Будинок частково побудований над Ведмежим струмком, Мілл-Ран, Стюарт Тауншіп, округ Фаєтт, у горах Аллегани.
Журнал «Time» назвав будинок найкрасивішою роботою Райта; він входить у Список 28 місць, які треба відвідати за життя журналу «Smithsonian». У 1966 році будинку присвоєно статус Національної історичної пам'ятки. У 1991 Американський інститут архітекторів назвав його «найкращим творінням американської архітектури всіх часів», а у 2007 році будинок посів 29 місце у Списку улюбленої архітектури Америки.

## Історія
У віці 67 років Френк Ллойд Райт отримав можливість спроєктувати та побудувати три будинки. Три його роботи другої половини 30-х років: «Fallingwater», штаб-квартира компанії «Джонсон Вакс» у Вісконсині та «Herbert Jacobs House» у Медісоні (Вісконсин) — повернули його на чільне місце в архітектурних колах.
Едгар Кауфман був Піттсбурзьким бізнесменом і президентом універмагу «Kaufmann's». Його син, Едгар Кауфман молодший, разом із Райтом переконують його виділити кошти на побудову макета міста Wright's Broadacre City. Починаючи з 15 квітня 1935 року модель експонувалась на виставці індустріального мистецтва під час форуму у Рокфеллерському центрі. Після виставки у Нью-Йорку Едгар Кауфман старший розмістив макет в експозиції під назвою «New Homes for Old», яка відкрилася 18 червня на одинадцятому поверсі магазину Кауфмана.
Кауфмани володіли майном за межами Піттсбурга. 18 грудня 1934 року Райт відвідав Ведмежий струмок (англ. Bear Run) для визначення конкретного місця під будівництво заміського будинку Кауфманів. Він зупинив свій вибір на ділянці з водоспадом, вирішивши зробити сам водоспад структурною частиною майбутнього будинку. Райт прагнув, щоб при будівництві не було зрубано жодного дерева, всі великі гірські валуни залишилися б на своїх місцях, а майбутній будинок став би просто частиною природного ландшафту. Він доручив детальне дослідження обраної ділянки майбутньої забудови пенсильванській інжиніринговій компанії «Fayette Engineering Company of Uniontown». Компанія зробила повне топографічне знімання ділянки, із зазначенням всіх дерев, валунів та інших природних елементів цього ландшафту, і в березні 1935 року передала Райту всі свої докладні наукові дослідження по даній ділянці.

### Проєктування та будівництво
Однією зі проблем будівництва було те, що північний берег Bear Run не був достатньо великим для закладання фундаменту. Кауфмани планували запрошувати велику кількість гостей, тому будинок мав бути достатньо просторим. Крім того, містер і місіс Кауфмани вимагали окремих спалень, а також спальні для сина та гостьову кімнату.
Для розв'язання цієї проблеми було використано консольну конструкцію. Структурний проєкт «Будинку над водоспадом» був розроблений самим Райтом у співавторстві з двома інженерами — Менделом Глікманом і Вільямом Веслі Пітерсом, які раніше розробили проєкт колон для будівлі «Johnson Wax Headquarters», також побудованої за проєктом Френка Ллойда Райта.

### Вартість
Первісна кошторисна вартість будівництва становила 35 000 доларів. Остаточна вартість будинку і гостьового будинку склала 155 000 доларів, у тому числі 75 000 доларів пішло на будинок; 22 000 доларів — на оздоблення і меблювання; 50 000 доларів на гостьовий будинок, гараж і службові приміщення; і гонорар архітектора склав 8000 $. З 1938 по 1941 рік було витрачено понад 22 000 доларів на додаткові деталі і на зміни в обладнанні та освітленні.
Загальна вартість 155 000 доларів США з поправкою на інфляцію еквівалентна приблизно 2,8 млн дол. США в 2018 році. Вартість відновлення будинку в 2001 році оцінювалася в 11,5 млн дол. США (приблизно 16,3 млн дол. США в 2018 році).

### Використання
Будинок з водоспадом був заміським будинком сім'ї Кауфман з 1937 по 1963 рік, коли Едгар Кауфман-молодший пожертвував будинок заповіднику Західної Пенсильванії. Сім'я приїжджала сюди у вихідні, щоб відпочити від спеки і диму промислового Піттсбурга. Ліліан, дружина господаря будинку, любила плавати оголеною і колекціонувати сучасне мистецтво, особливо роботи Дієго Рівери, який бував в заміському будинку.

## Архітектурна композиція будівлі

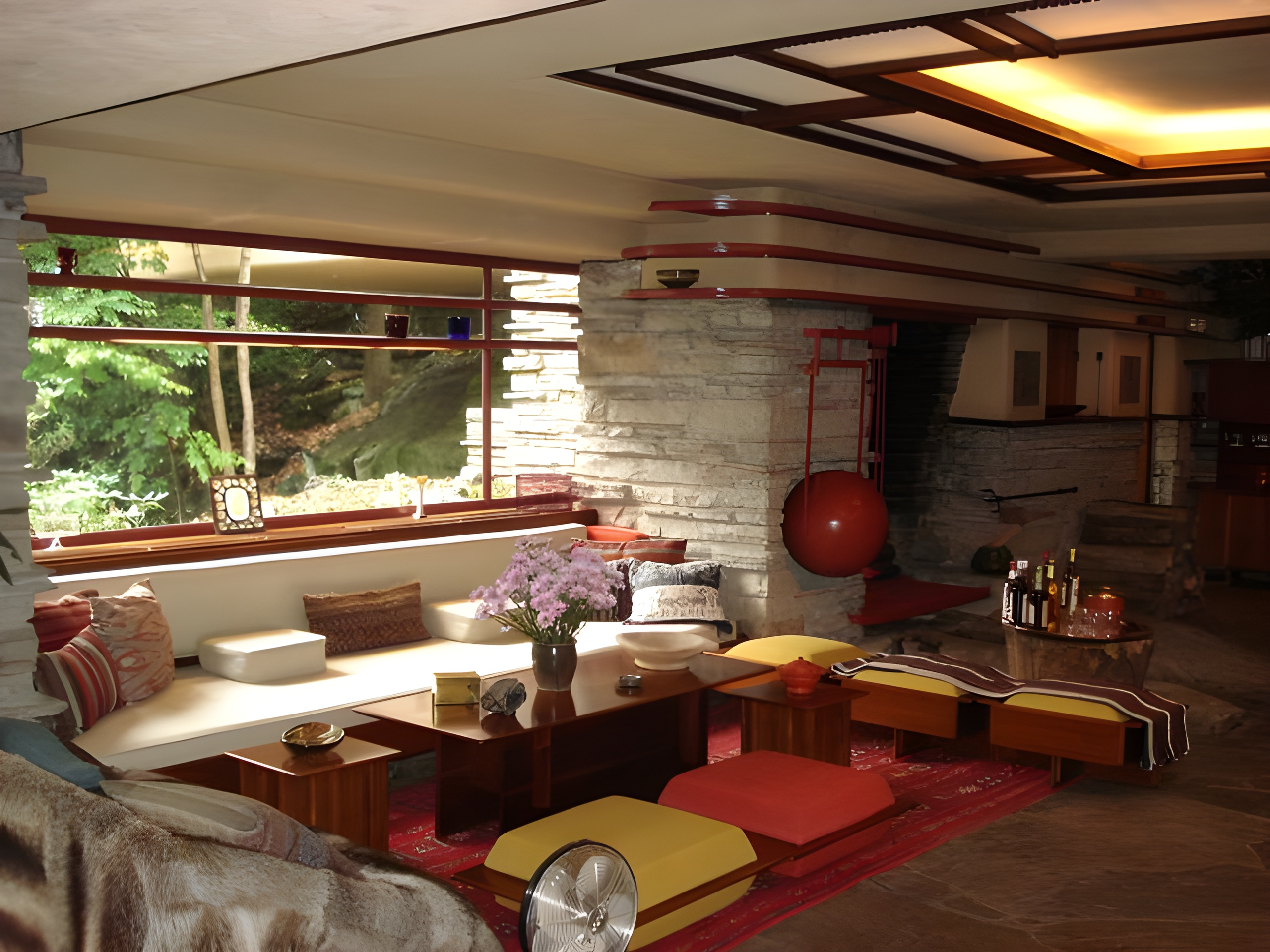
Інтер'єр і умеблювання «Будинку над водоспадом», розроблені архітектором Райтом

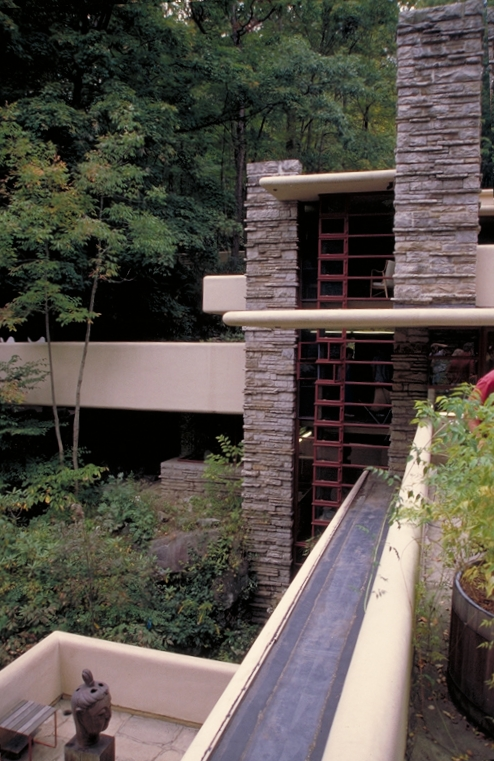
Строгі горизонтальні і вертикальні лінії є відмінною рисою будівлі

Райту, пристрасному прихильникові японської архітектури, вдалося створити насичений динамізмом об'єкт і дуже вдало вписати його в природний і надзвичайно мальовничий ландшафт. Будівля повністю зливається з навколишньою природою і сприймається як частина ландшафту, а не як щось чуже йому. У цьому своєму творінні Райт робить акцент на взаємопроникних зовнішніх і внутрішніх просторах, що символізує гармонію між людиною і природою.

Японський архітектор Тадао Андо, зокрема, заявив: 
|  | Я думаю, Райт вивчив найважливіший аспект архітектури — поводження з простором — на японській архітектурі. Коли я відвідав «Будинок над водоспадом» у Пенсильванії, я виявив, що точно так же відчуваю цей навколишній простір. Але там були і додаткові звуки природи, звернені до мене |

Популярності «Будинок над водоспадом» набув завдяки тому, що його було споруджено над діючим водоспадом — гірська річка («Медвежий струмок», 8-кілометрова притока річки Югіогенія), що наскрізь протікає через нижні рівні будівлі, на виході перетворюється на живописний водоспад. Вогнище у вітальній кімнаті збудоване з валунів, знайдених на даній ділянці при будівництві будинку. Ці валуни органічно поєднані з елементом підлоги приміщення — виступом скелі, заввишки у фут, який проходить через усю вітальню, тісно і очевидно пов'язуючи внутрішній простір кімнати з навколишньою природою. Райт спочатку планував зрізати цей скельний виступ, щоб зробити рівну підлогу, але сімейству Кауфманів так полюбилася ця природна деталь інтер'єру, що глава сімейства запропонував залишити все так, як це створила сама природа. Природні кам'яні підлоги відполіровані, в той час як валуни, з яких створено вогнище у вітальні, залишені недоторканими, створюючи враження сухого річкового каміння, яке виступає над поверхнею бурхливого гірського потоку.
Органічне поєднання штучних і природних елементів будівлі поширюється навіть на дрібні деталі. Так, наприклад, там, де засклення зустрічається з кам'яною стіною, немає ніякого металевого каркаса — скло (і горизонтальні частини рами вікна) вставлено прямо в поглиблення в кам'яній кладці, створюючи враження безперервності кам'яної кладки і природності розміщення у ній віконного скла.
З консольної частини вітальні сходи спускаються прямо до струмка внизу, а у простір переходу між головним будинком і будиночком для гостей природним чином надходить гірська вода, яка, достатньо нагромадившись, випливає назовні. Спальні в будинку невеликі, у деяких досить низька стеля, котра як би говорить мешканцям будинку — частіше бувайте на свіжому повітрі, а не в приміщенні.
У дизайні будинку застосоване максимально широке заскління, є безліч засклених балконів. Отримати доступ до сходів, що ведуть з вітальні донизу, до водного потоку (згаданого вище), можна через великі скляні двері, розсувні в горизонтальній площині. Головний же вхід в будівлю, згідно з архітектурними поглядами Райта, розташований далеко від водоспаду.

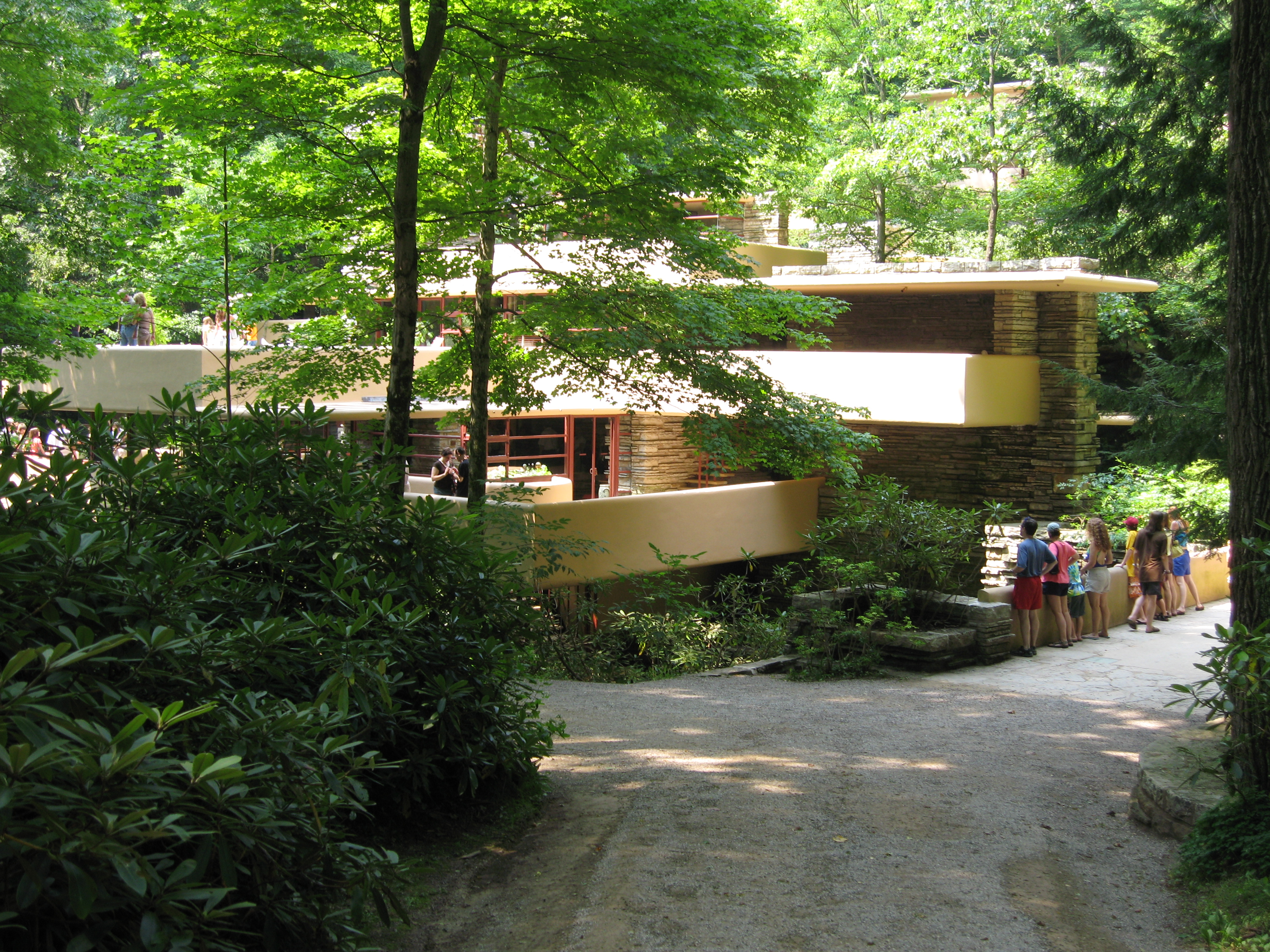
Дорога, що веде до головного входу

Загальна колірна гамма фасадів будинку витримана у світлих тонах. У світлі кольори пофарбовані нижні поверхні виступів даху, що дозволило зробити верхні кімнати затишними і легкими, а не темними і похмурими.
У багатьох місцях будинку були застосовані так звані «прозорі ширми», встановлені замість глухих стін. Завдяки цьому рішенню, з будь-якої точки приміщення відкривається хороший вид на навколишню природу.
Райт не зупинився на проєктуванні однієї лише будівлі. За його ескізами було створено багато предметів інтер'єру. Наприклад, килими для вітальні, а також столи, стільці і лампи. Інтер'єр усього будинку схожий в оформленні до екстер'єру. Всередині будинку практично повністю відсутня штукатурка. Щоб пом'якшити надмірно суворий вигляд кам'яних стін і залізобетону, в інтер'єрі активно застосована обшивка з дерева.
На схилі пагорба (трохи вище від головного будинку) розташовані чотиримісний автомобільний гараж, будиночок для прислуги і гостьовий будинок. Усі ці споруди були створені через два роки, після завершення основного будівництва. При їх будівництві було використано ті ж матеріали, що і для основного будинку. Ці будівлі, зведені пізніше, повністю поєднуються своїм зовнішнім (і внутрішнім) виглядом з головним будинком.
Однією з окрас гостьового будинку є басейн, вода з якого, при його переповненні, стікає безпосередньо в річку.
Після того, як «Будинок над водоспадом» був переданий у суспільне надбання, три гаражні секції з чотирьох були перетворені на невеликий музей. Едгар Кауфман-молодший сам спроєктував внутрішнє оформлення цього музею, виходячи із загальної стилістики дизайну усього будинку.

## Ремонтні та відновлювальні роботи

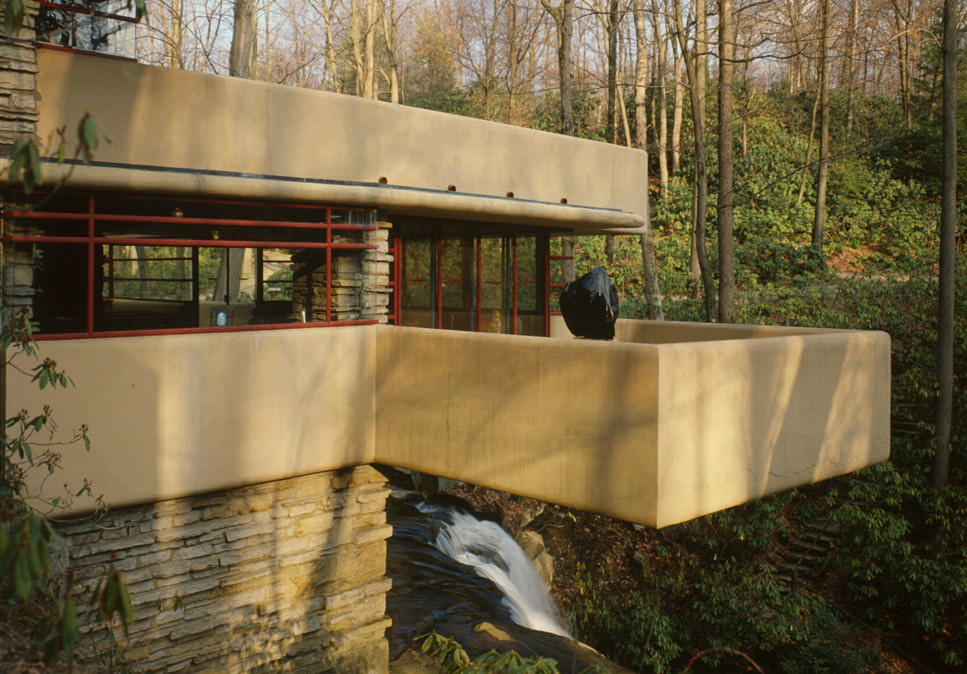
Консольні конструкції «Будинку над водоспадом»

«Будинок над водоспадом» було збудовано у дуже сміливій і новаторській, на ті часи, формі. Основу конструкції становили навислі залізобетонні консольні балкони. З початку експлуатації з цими консолями виникли проблеми. При проведенні бетонування консолей, підрядником були зроблені помилки при встановленні опалубки та заливці бетоном. В результаті, як тільки опалубку було демонтовано, залізобетонні консолі почали відхилятись від їхніх проєктних положень. З часом це відхилення продовжувало зростати, і у кінцевому підсумку досягло величини близько 18 сантиметрів (при довжині консольного вильоту 4,57 метра).
У 1995 році природоохоронною організацією «Western Pennsylvania Conservancy» було замовлено дослідження структурної цілісності «Будинку над водоспадом». Інженери-будівельники проаналізували зміщення залізобетонних консолей від їхніх початкових положень. Для цього аналізу ними було проведене детальне рентгеноскопічне обстеження консолей. Завдяки цим дослідженням було встановлено, що підрядник дійсно самовільно заклав (для збільшення міцності) у консолі більше арматури, змінивши, таким чином, початковий проєкт бетонування, розроблений архітектором Райтом. Але, як виявлено було тим же дослідженням, помилився при проєктуванні і сам Райт, який заклав в проєкт консолей недостатню міцність — навіть після того, як підрядник самовільно додав в конструкції консолей додаткову арматуру, консолі були недостатньо міцними. Детальне дослідження наочно показало — і бетон, і арматура залізобетонних консолей із самого початку перебували у дуже близькому до критичного (для їх міцності) стані.
Для виправлення цієї ситуації інженерами-будівельниками було ухвалене рішення — встановити під консолі тимчасові підпірні балки, що і було зроблено у 1997 році.
У 2002 році конструкції консолей були посилені. У стіни будинку були вмонтовані бетонні блоки, крізь які були протягнуті високоміцні сталеві троси. Інші кінці тросів були закріплені до ригелів, вмонтованих у верхній частині залізобетонної консолі (що була підлогою приміщення). Після цього, троси були натягнуті за допомогою домкратів. Отже, було повністю усунено будівельний дефект з провисанням консолей, що мали тепер достатнє підтримання, і їх рух відхиляння від проєктної осі було зупинено. Завдяки майстерності будівельників ці ремонтні роботи візуально ніяк не позначилися на зовнішньому і внутрішньому оздобленні «Будинку над водоспадом».
Іншою досить відчутною проблемою при експлуатації «Будинку над водоспадом» стала поява цвілі, яка завжди утворюється у вологому середовищі, ти паче у будинку, що стоїть безпосередньо над водоспадом. Кауфман-старший, зіткнувшись з постійними течами в будинку і виникненням в таких місцях вогнищ цвілі, назвав «Будинок над водоспадом» «будівлею з сімома відрами» (англ. a seven-bucket building) і дав будинкові кличку — «Вранішня пліснява». Окрім цього, конденсат накопичувався також і під елементами покрівлі, які були позбавлені належної гідроізоляції й утеплювача.
Організація «The Western Pennsylvania Conservancy», якій було передано «Будинок над водоспадом», розробила і реалізувала інтенсивну програму зі збереження й відновлення цього архітектурного об'єкта. З 1988 року за технічним станом будинку веде постійний нагляд інженерно-будівельна фірма з Нью-Йорка. Фахівці цієї будівельної компанії, ознайомившись з усією первинною будівельно-технічною документацією, а також вивчивши усі наступні будівельні звіти про стан як усього будинку, так і окремих його частин, розробили проєкт ремонту всієї покрівлі, проєкт реставрації оригінальних сталевих елементів засклення, проєкт реконструкції зруйнованих залізобетонних елементів і кам'яної кладки стін. Також інженери проаналізували загальний стан інтер'єрів. За підсумками цього аналізу, для відновлювальних робіт були підібрані будівельні матеріали, що найбільше відповідали оригінальним, були розроблені близькі до оригінальних методи відновлення бетону і штукатурки, а також було розроблене нове захисне покриття для бетону.

## У популярній культурі
В науково-фантастичному романі «Ендіміон» Дена Сіммонса згадується Будинок над водоспадом, який є копією оригінального.